# Jagoda
Jagoda (Fragaria) je rod biljaka iz porodice ružovki s desetak vrsta, od koje su gotovo sve rasprostranjene u sjevernom umjerenom pojasu, a samo jedna u Čileu. Donji su listovi biljaka sastavljeni od 3 liske; od bijelih se cvjetova razvija zbirni plod (jagoda) koji na mesnatom cvjetištu nosi brojne orašćiće. Šumska jagoda (Fragaria vesca) rasprostranjena je u umjerenoj Europi i umjerenoj Aziji, a udomaćila se i izvan toga područja.
Šumske jagode su divlje voće euroazijskog podrijetla koje je zbog svojih kvalitetnih osobina preneseno na sve ostale kontinente. Riječ je dakako o vrlo staroj biljci, što potvrđuju sjemenke koje su pronađene u naslagama koje potječu iz kamenog doba. Kronologija govori da je vrtni uzgoj ovog voća počeo u 15. stoljeću, a prve sorte stvorene su u Sjevernoj Americi i Čileu, odakle su u Europu prenesene u 17. i 18. stoljeća.
Danas je uzgajivačima poznato više od četiri stotine sorti, ali najveće bogatstvo hranjivih tvari nalazi se u samoniklim vrstama. Šumske jagode, primjerice, sadržavaju mnogo više vitamina i željeza od svih kasnije stvorenih sorata. Zapravo, povećavanjem plodova, uzgajivači su dobili jagode koje sadržavaju 10 posto i više vode, dok je za isto toliko smanjena količina svih ostalih vrijednih sastojaka.
Šumske jagode cvjetaju od proljeća do sredine ljeta, a ponekad i po drugi put ujesen. Prvi plodovi mogu se naći već u svibnju, a mogu se ubirati sve do jeseni. Divlje jagode vole šumarke i svijetla osunčana mjesta. One su prve biljne vrste koje nastanjuju krčevine i šumska požarišta. Brojnije su i bujnije u planinskim krajevima, a rastu sve do 1500 metara nadmorske visine. Mnogo istine ima u staroj izreci da mravi najbolje znaju put koji vodi do šumskih jagoda. Ovom voću prije svega, najviše pogoduje upravo ona vrsta tla na kojem se mravi zadržavaju i prave svoje nastambe.
Fragaria vesca je latinski naziv divlje jagode. Ime potječe od latinske riječi – "grafare", koja upozorava na ugodnu aromu ne samo plodova već i listova. Kad se listićima ovog voća odstrane peteljke, od njih se može pripremiti ukusan čaj koji miriše na limun. Čaj pripremljen od tri grama listova divljih jagoda i 4 dl vode poboljšava probavu i apetit, a u isto vrijeme ublažava nesanicu. Zbog visokog sadržaja tanina listovi se smatraju lijekom protiv svih vrsta upala probavnog sustava.
Kao i u većini biljnih plodova, ima najviše kalija: koji dobro utječe na živčani sustav, dobar je za bubrege i dobar protiv visokog tlaka. Jagoda također sadrži kalcij i fosfor, koji su dobri za kosti, magnezij, koji pomaže u borbi protiv stresa, te željezo, koje daje energiju mišićima.

## Popis vrsta
- Dodatak:Popis vrsta:Fra#Fragaria_L.